# Alexander E. Fennon

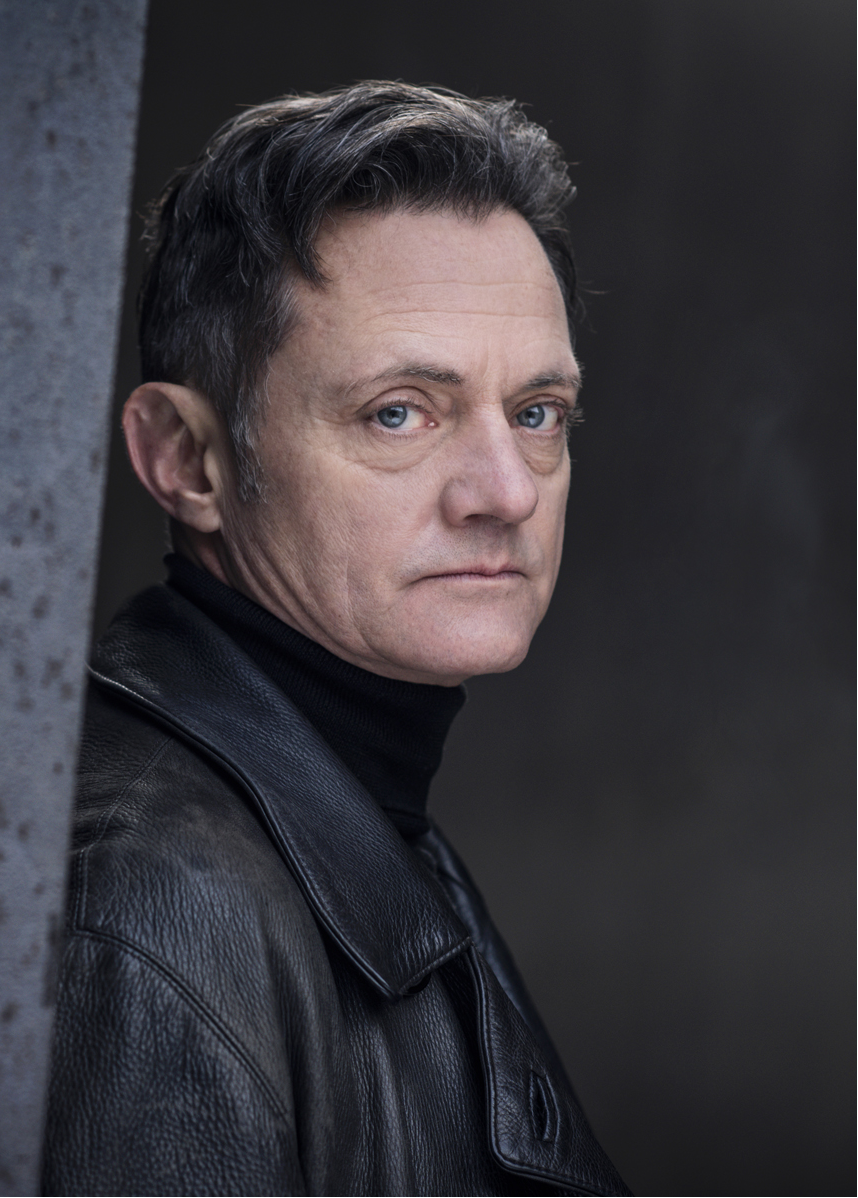
Alexander E. Fennon (2016)

Alexander E. Fennon (* 1961 in Wien) ist ein österreichischer Schauspieler.

## Leben
Alexander E. Fennon studierte Geschichte und Soziologie an der Universität Wien, wo er 1993 zum Dr. phil promovierte. Bis 2015 war er auch als freier Sozial- und Kulturwissenschafter tätig. Ab 2008 erhielt er eine Schauspielausbildung, etwa Improvisation bei Thomas Seiwald (2008 bis 2013), Körperarbeit von 2009 bis 2011 bei Christian Suchy und Norman Taylor, Camera Acting ab 2011 bei Jerry Coyle, Method Acting 2013 bei Robert Castle und Meisner-Technik ab 2015 bei Steven Ditmyer.
Von 2009 bis 2012 war er am Schubert Theater unter anderem in der Titelrolle von Elling und Der Lechner Edi schaut ins Paradies, in Astoria und Der grüne Kakadu sowie als Herr von Lips in der Nestroy-Posse Der Zerrissene zu sehen. Seit 2012 war er an den Produktionen von Drama, Baby! im Theater Drachengasse beteiligt. Dort verkörperte er beispielsweise den Ernst in Let's Get It On! Eine Screwball-Sexkomödie, Allen in Tanz, Baby und Eduard Fuchst in Nachts vor der Hochzeit. Ein Stück Witz und Wahnsinn. Alexander E. Fennon ist Gründungsmitglied des peekaboo Improvisationstheaters.
Vor der Kamera spielte er u. a. mit Helen Mirren und Ryan Reynolds (Die Frau in Gold) und mit Jessica Chastain unter der Regie von John Madden (Eine offene Rechnung). Die Zusammenarbeit mit Mara Mattuschka ab 2012 führte bislang zu drei Kinofilmen, darunter Stimmen (2014), in dem er die Doppelhauptrolle Alex/Alexander Gottfarb verkörperte. Im Film Das Pferd auf dem Balkon (2012) spielte er den Bösewicht Toni und in Schmidts Katze 2015 den Markus Frehse. Darüber hinaus wirkte er in einer Reihe von mehrfach preisgekrönten Kurzfilmen mit, darunter Spitzendeckchen (2012), Das Begräbnis des Harald Kramer (2013), Die Ausgestoßenen (2014) und Das unmögliche Bild (2016).
2018 kamen zwei Filme, in denen er eine Hauptrolle spielte, in die Kinos: der mehrfach prämierte Murer – Anatomie eines Prozesses von Christian Frosch und Mara Mattuschkas Phaidros.
An der Schauspielschule Wien von Markus Hippmann ist er Dozent für Rollengestaltung, szenisches Spiel und Camera Acting.
2011 bis 2014 leitete er das Musikprojekt Jura Swing, mit dem er Theaterlieder und Gedichte von Jura Soyfer in eigener Vertonung auf die Bühne brachte. 2014 und 2015 leitete er den Ersten Chor der Akademie des Österreichischen Films.

## Filmografie (Auswahl)
- 2008: SOKO Donau – Abgestürzt
- 2009: Lilly Schönauer – Paulas Traum
- 2010: Der Räuber
- 2010: Eine offene Rechnung (The Debt)
- 2010: Tom Turbo – Das Pferd der Prinzessin
- 2011: Mein bester Feind
- 2011–2012: Monochrom's ISS (Fernsehserie, drei Episoden)
- 2012: Stille Nacht
- 2012: Das Pferd auf dem Balkon
- 2012: Spitzendeckchen
- 2013: SOKO Donau – Nervenkrieg
- 2013: Schlawiner – Hot Nights
- 2013: Medcrimes – Nebenwirkung Mord
- 2013: The Devil´s Violinist
- 2013: Das Begräbnis des Harald Kramer
- 2014: Tatort: Abgründe
- 2014: Landkrimi – Die Frau mit einem Schuh
- 2014: Stimmen
- 2014: Perfect Garden
- 2014: Akte Grüninger
- 2014: Eine Liebe für den Frieden – Bertha von Suttner und Alfred Nobel
- 2014: Die Ausgestoßenen
- 2015: Die Frau in Gold
- 2015: Schmidts Katze
- 2016: Angriff der Lederhosenzombies
- 2016: Ungehorsam
- 2016: Das unmögliche Bild
- 2017: SOKO Donau – Natalies Schweigen (Fernsehserie)
- 2017: Maximilian – Das Spiel von Macht und Liebe
- 2017: Monday – A German Love Story
- 2018: Phaidros
- 2018: Murer – Anatomie eines Prozesses
- 2018: The Team II (Fernsehserie)
- 2018: Tanken – mehr als Super (Fernsehserie)
- 2018: White City
- 2018: Der Trafikant
- 2019: Herzjagen (Fernsehfilm)
- 2019: Die Pferde von Wildenstein
- 2019: Universum History: Elisabeth – Kaiserin auf der Flucht (Fernsehserie)
- 2019: Weihnachten in Wien (Fernsehfilm, Best Christmas Ball Ever!)
- 2020: Der Bozen-Krimi – Blutrache (Fernsehreihe)
- 2020: SOKO Kitzbühel – Sie sind unter uns (Fernsehserie)
- 2021: Le Prince
- 2021: Universum History: Die Rothschild-Saga – Aufstieg, Glanz, Verfolgung (Fernsehserie)
- 2022: Mermaids don’t cry
- 2022: Schrille Nacht (Fernsehfilm)
- 2023: Schnell ermittelt – Niklas Neumann (Fernsehserie)
- 2025: Mädchen Mädchen